# Stowasser
Der Herkunftsname Stowasser geht nach heutigen Nachforschungen auf eine mittelhochdeutsche Abwandlung des Ortsnamens Stabossen zurück und bedeutet so viel wie „Stabosse(ne)r“ oder „aus Stabossen Stammender“. Die Siedlung Stabossen wurde im 14. und 15. Jahrhundert urkundlich genannt und befindet sich bei Milhostov nordöstlich von Cheb.

Militärkarte des Egerlandes, 1900

Die tatsächlichen Wurzeln des Familiennamens Stowasser liegen daher im Egerland, wie etwa Analysen von Steuerrollen und Untertanenverzeichnissen aus dem Elbogener Kreis nach dem Dreißigjährigen Krieg belegen. Zu den häufigsten Namen in dieser Region zählten unter anderem Sander, Steindl und Stowasser.

## Johann August von Stowasser
Johann August Stowasser (* 162. ?; † 169. ?) zeichnete sich 1648 bei der Studenten-Compagnie in Prag bei der Verteidigung der Stadt Prag gegen die Schweden durch besondere Tapferkeit aus. Er war von 1655 bis 1668 freiherrlicher Questenbergischer Herrschaftsdirektor zu Petschau, zuletzt Kaiserlicher Öffentlicher Notar in Prag. Er heiratete Maria Susanna Cäcilia geb. Zehrer von Ramsenthal († 19. Februar 1687 in Tulln, begraben neben der Minoritenkirche in Tulln).
Johann August Stowasser erhielt einen auf den 16. November 1668 datierten Adelsbrief. Den Adelsstand von Johann August von Stowasser, mittlerweile Kaiserlich Öffentlicher Notar, bestätigte Kaiser Leopold I. am 6. April 1687. Im Adelsanerkennungsdiplom heißt es: „Hat Eyfrige Dienste zu Nutzen des Vaterlandes im jüngsten Türkischen Einfall geleistet, indem er nemlich nicht allein etliche Türkhen und Tataren im freien Veldt erleget, sondern auch als er nach empfangenen 3 gefährlichen Wundten gefangen, zweymahl verkauffet und endlichen durch den Wallachischen Fürsten widerumb erlöset worden, noch andere 38 Christliche Sklaven erröttet, nicht weniger von beiden feindtlichen confoederierten Wallach undt Moldauischen Fürsten sonderbahre geheime Botschaft zurückgebracht.“

## Wappen
„Halbgespalten quergetheilt. Vorn oben in Roth ein einwärts gewendeter gekrönter silberner Löwe. Hinten oben in Gold ein gepanzerter Krummarm, in der Faust ein blankes Schwert haltend. Unten in Blau über natürlichem Wasser schwebend 3 goldene Sterne nebeneinander.“
Kleinod
„Zwischen offenem, rechts von Gold über Schwarz, links von Roth und Silber quergetheiltem Fluge der gepanzerte Arm mit dem Schwert emporwachsend.“
Decken
silbern - Roth - golden - blau - schwarz vermischt

## Adelsanerkennung
Am 2. Mai 1871 kam es auch zur österreichischen Adelsanerkennung für die Brüder Anton und Johann von Stowasser, Kaufleute aus Prag und am 3. November 1871, mit Diplom vom 6. Jänner 1872 für deren Neffen Friedrich Stowasser, K.u.K. Leutnant. Außerdem  wurde dem Namen in Österreich das Prädikat Edler von Feldtreu am 17. Juni 1891 in Wien verliehen. Zum Schluss kann noch Anton Stowasser, K.u.K. Hauptmann genannt werden, welcher bereits dem österreichischen Adelsstand mit dem Prädikat Edler von Feldtreu angehörte.
„Seine Majestät und Kaiser hat die Abstammung der Herren Stowasser (Kaufleute in Prag und Linz) von Johann Augustin Stowasser anzuerkennen und zu gestatten geruht, dass sie sich dem genannten Ahnherren im Jahre 1687 zu Theil gewordenen Adels und Wappens wieder bedienen dürfen. Ein Stowasser hatte sich nämlich im Jahre 1648 als Student bei der Vertheidigung der königlichen Hauptstadt Prag gegen die Schweden ausgezeichnet, und wurde dafür in den böhmischen Adelsstand erhoben, und zugleich als kaiserlicher Notar für das kaiserlich römische Reich ernannt. In den Jahren 1684–87 hat sich derselbe Stowasser gegen die Türken hervorgethan, wofür ihm der Adel vom Kaiser bestätigt und er in den böhmischen Ritterstand erhoben wurde.“

## Weitere Namensträger
Als weitere bedeutende Vertreter des Namens Stowasser gelten:
- Joseph Maria Stowasser, Philologe und Herausgeber des gleichnamigen lateinisch-deutschen Wörterbuchs
- Friedrich Stowasser, besser bekannt als Friedensreich Hundertwasser
- Horst Stowasser, Schriftsteller und Anarchist
- Sascha Stowasser, Arbeitswissenschaftler und Autor